# أمة الحق بنت الحسن
أمة الحق بنت الحسن البكري (589 هـ - 685 هـ) و تسمى شامية راوية للحديث روت عن جدها وابن طبرزذ، وتفردت بعدة أجزاء قرأتها، منها: حديث نيل مصر، وشيء من حديث الصيدلاني، وأمالي المخلص، كما أجازت لجماعة. وكانت وفاتها بشيزر و قيل عن سبع وثمانين سنة.